# Kasztelania przemyska
Kasztelania przemyska – kasztelania mieszcząca się niegdyś w województwie ruskim, z siedzibą (kasztelem) w Przemyślu.

## Kasztelanowie przemyscy
- Andrzej Czuryło
- Mikołaj Herburt
- Karol Aleksander Krasicki
- Stanisław Jerzy Wandalin Mniszech
- Mikołaj Stadnicki (1481–)
- Stanisław Kmita (1489–1501)
- Rafał Jarosławski (1501–1507)
- Mikołaj Herburt Odnowski (1538–)
- Piotr Boratyński (1554–1556)
- Stanisław Herburt (1571)
- Andrzej Wapowski (1570–1574)
- Stanisław Drohojowski (1574)
- Jan Fredro (1587–1589)
- Paweł Korytko (1583–1588)
- Adam Aleksander Stadnicki (1602–1606)
- Stanisław Stadnicki (1606–1610)
- Stanisław Wapowski (1610–1632)
- Zygmunt Aleksander Tarło (1650–1654)
- Jacek Lanckoroński (1655–1668)
- Marcin Konstanty Krasicki (1671–1672)
- Andrzej Samuel Stadnicki (1672–1677)
- Wiktoryn Stadnicki (1678–1682)
- Mikołaj Ustrzycki (1687–1693)
- Samuel Orzechowski (1693–1699)
- Jan Franciszek Wojakowski (1699)
- Adam Antoni Bełżecki (1700–1710)
- Szymon Józef Wolski (1713–1715)
- Hieronim Orzechowski (1716–1725)
- Mikołaj Aleksander Sołtyk (1726–1745)
- Bazyli Ustrzycki (1746–1751)
- Karol Charczewski (1752)
- Antoni Morski (1752–1765)
- Józef Drohojowski (1765–1770)
- Szymon Szeptycki (1770–1789)
- Antoni Stanisław Czetwertyński-Światopełk (1790–1794)